# Pontetetto
Pontetetto è una frazione del comune di Lucca, situata a sud della città, lungo l'antica direttrice verso Pisa. Il nome deriva probabilmente dal latino pons tectus, ovvero "ponte coperto", e si riferisce a un antico attraversamento fluviale oggi scomparso. Il quartiere conserva tracce storiche rilevanti, tra cui un antico lazzaretto, un monastero medievale e il cosiddetto Ponte dei Frati.

## Storia

### Monastero di Santa Maria di Pontetetto
Nella zona esisteva un monastero benedettino femminile, fondato verso la fine dell'XI secolo. La fondatrice fu una certa Ombrina, e il cenobio venne soppresso nel 1408 da papa Gregorio XII. Le monache furono trasferite a Lucca, presso il monastero di Santa Giustina. Dell’antico edificio non restano che poche tracce e una lapide commemorativa.

### Il lazzaretto
Pontetetto fu sede di un lazzaretto attivo in epoca medievale e rinascimentale, destinato ai malati contagiosi e ai pellegrini lungo la via Francigena. Sorgeva lungo il canale Ozzeri, in prossimità dell'attuale ponte.

### Il Ponte dei Frati
Collegava storicamente Lucca a Guamo e veniva utilizzato dai monaci per attraversare l'Ozzeri. Fu ricostruito negli anni Trenta del Novecento e leggermente spostato rispetto alla sua posizione originaria.

## Monumenti e luoghi d'interesse
- Lapide ai caduti: posta sulla facciata della chiesa principale della frazione, fu inaugurata il 10 aprile 1921. È sormontata da un elmetto in bassorilievo e riporta i nomi dei caduti di Pontetetto.[4]

- Memoriale del Friars’ Bridge: inserito nella rete Liberation Route Europe, segnala il passaggio delle truppe alleate nell’area durante la Seconda guerra mondiale.[5]

## Cultura
Pontetetto è ricordata in alcune poesie in vernacolo lucchese. Lo scrittore e poeta Gino Custer De Nobili ha dedicato versi alla vita del rione e ai suoi personaggi, contribuendo a conservarne la memoria orale.

## Toponomastica
Il toponimo Pontetetto appare documentato già nel basso medioevo. Alcuni studi lo associano al ponstectus umbrina (ponte coperto e ombreggiato), confermando la funzione viaria e fluviale del luogo.